# يوكي يوشيدا
يوكي يوشيدا (باليابانية: 吉田 勇樹) (3 مايو 1989 في سيتاغايا في اليابان – )؛ هو لاعب كرة قدم سابق كان يلعب كمدافع.

## وصلات خارجية
- يوكي يوشيدا على موقع قاعدة بيانات كرة القدم.إي يو (الإنجليزية)
- يوكي يوشيدا على موقع Soccerway.com (الإنجليزية)
- يوكي يوشيدا على موقع عالم كرة القدم.نت (الإنجليزية)